# Іскра Захар Юрійович
Заха́р Ю́рійович І́скра (бл.1650 — бл.1730) — військовий і політичний діяч, полковник корсунський (1684–1707), один із керівників антипольського повстання у Правобережній Україні в 1702–1704 роках. Учасник війни з Молдовою (1686-1687). 

## Біографія
Походив із козацько-старшинського роду Іскр, доводився сином корсунському полковнику Юрію Іскрі, внуком гетьману Якову Острянину (Іскрі) та двоюрідним братом полтавському полковнику Івану Іскрі. Козацьку службу розпочав на Правобережжі. Брав участь у поході Яна III Собеського проти турецької армії під Відень в 1683 році.
Після відновлення правобережних козацьких полків в 1685 році — полковник Корсунського полку. На чолі полку в 1686–1687 роках здійснив похід проти Молдови.
Після проголошення пацифікаційним сеймом 1699 року курсу Речі Посполитої на ліквідацію козацтва Захар Іскра разом з Семеном Палієм, Самійлом Самусем і Андрієм Абазином очолив національно-визвольну боротьбу на Правобережжі. В жовтні-листопаді 1702 року на чолі Корсунського полку розгромив польські війська під Немировом і Бердичевом, змусив капітулювати залогу міста Біла Церква. Під натиском переважаючих сил ворога в 1704 році зі своїм полком відступив на Лівобережну Україну і визнав юрисдикцію гетьмана Івана Мазепи. За участь у доносі Івана Іскри на Іоанна Мазепу в 1708 році заарештований Гетьманом у Батурині разом із сином Климентом (Климентієм).
Після перемоги московитів, Іван Іскра отримав 1711 уряд сотника Погарського Стародубського полку, а 1713 числився «значковим військовим товаришем», в 1714–1721 виконував обов'язки Стародубського полкового обозного.

## Родина
- Дід: Яків Острянин (? — 1641) — козацький отаман, керівник повстання Острянина 1638 року.
- Батько: Іскра Юрій Якович — корсунський полковник.
- Діти:
  - Іскра Климентій Захарович (? — перед 1730) — трахтемирівський сотник, переяславський полковий хорунжий;
  - Іскра Іван Захарович — сотник компанійського полку;
  - Іскра Григорій Захарович
  - Іскра Олена Захарівна — дружина компанійського полковника Карпа Часника.